# Рамничелу (Бузау)
Рамничелу (рум. Râmnicelu) насеље је у Румунији у округу Бузау у општини Рамничелу. Oпштина се налази на надморској висини од 86 m.

## Становништво
Према подацима из 2011. године у насељу је живело 2880 становника.